# 2181 Fogelin
2181 Fogelin este un asteroid din centura principală, descoperit pe 28 decembrie 1942 de Karl Reinmuth.